# Liste der Mitglieder der National Academy of Sciences/1880
Im Jahr 1880 wählte die National Academy of Sciences der Vereinigten Staaten 2 Personen zu ihren Mitgliedern.

## Neugewählte Mitglieder
- William H. Brewer (1828–1910)
- John W. Powell (1834–1902)